# Charles-Edmond Daux
Pour les articles homonymes, voir Daux (homonymie).
Charles-Edmond Daux né le 26 janvier 1850 à Reims où il est mort le 13 septembre 1928 est un peintre et illustrateur français.

## Biographie
Charles-Edmond Daux est le fils de Jean-Baptiste Daux, teinturier, et d'Élisabeth Desban, il épouse Aline Chemin. Elève d'Alexandre Cabanel, membre du Salon des artistes français, Charles-Edmond Daux y expose dès 1878 et y reçoit en 1886 une mention honorable.
Peintre du courant orientaliste, sa Femme jouant avec des colombes (Salon de 1880) est conservée à Paris au musée d'Orsay.

## Galerie

Œuvres de Charles-Edmond Daux
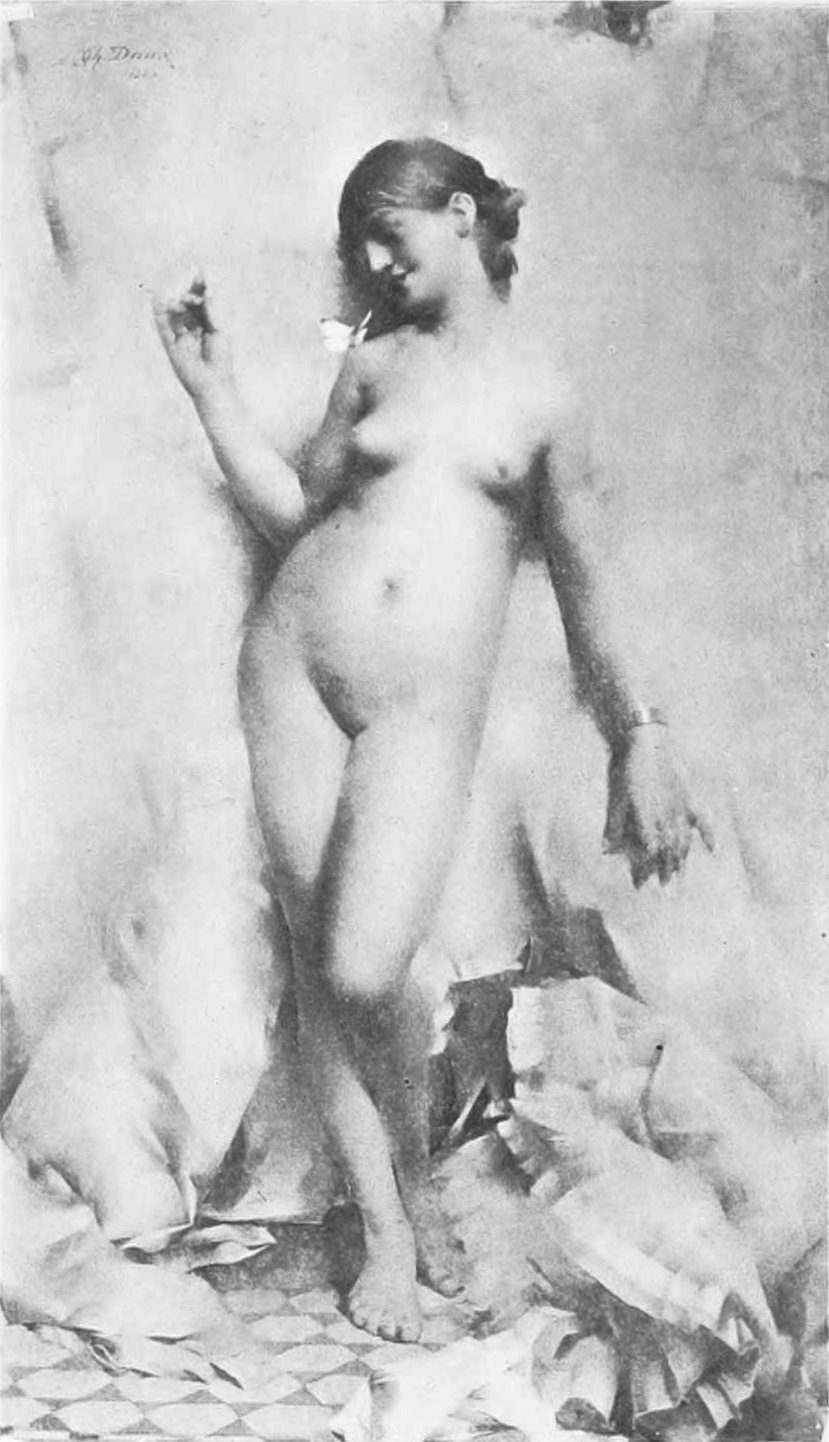
Étude de femme (Salon de 1883), localisation inconnue.
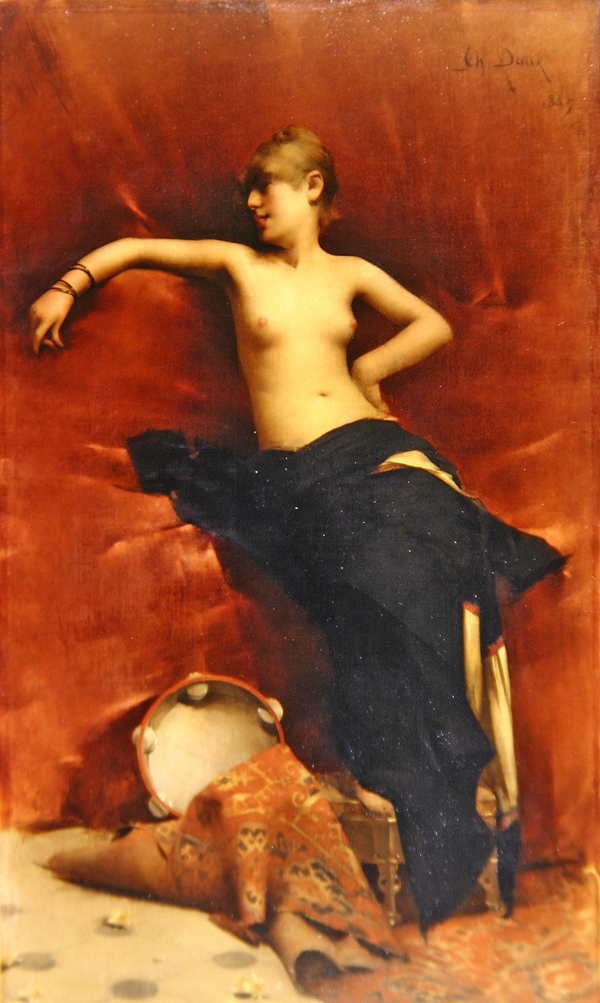
Salomé, danseuse orientale (1885), localisation inconnue.